# Institut européen d'écologie
Pour les articles homonymes, voir IEE.
L’Institut européen d'écologie (IEE) est une association loi de 1901 française, dont l'objectif est de promouvoir et développer toute initiative visant à l'amélioration de la qualité de vie, de l'environnement et des rapports entre les hommes, les groupes et la nature.

## Description
Elle s’est installée dans le cloître des Récollets à Metz. Elle organise des formations et des colloques.

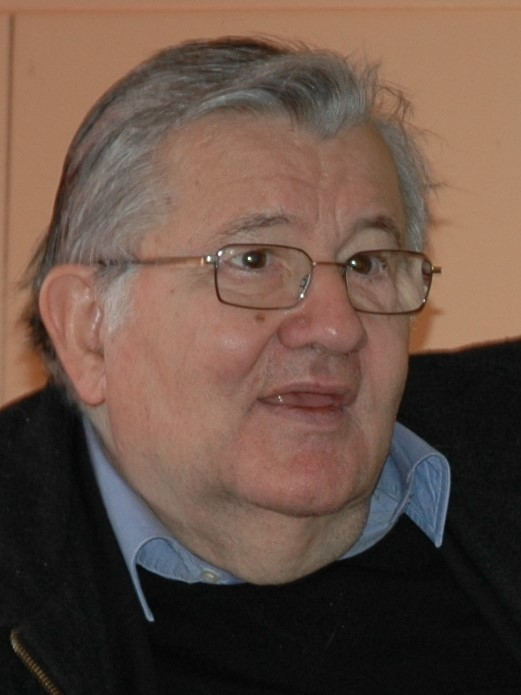
Jean-Marie Pelt, fondateur de l'Institut européen d'écologie.

L'Institut européen d'écologie (IEE), association de droit local[Passage contradictoire], a été créé en 1971 par Jean-Marie Pelt. Son objectif est de promouvoir et de développer toute initiative visant à l'amélioration de la qualité de vie, de l'environnement et des rapports entre les hommes, les sociétés et la nature.
Champs d'action :
- la promotion d'une écologie humaniste, nourrie par tous les moyens disponibles : textes, ouvrages, conférences, émissions radiodiffusées et télévisées… ;
- le conseil auprès d'associations ou groupes divers à la recherche d'information et de documentation sur l'ensemble des thèmes écologiques ;
- la réalisation d'études et les recherches dans le cadre de ses compétences dans les organismes où siège l'IEE ;
- la promotion auprès des jeunes des valeurs de l'écologie et toutes actions en faveur de l'environnement.

L'Institut européen d'écologie a été présent sur la plupart des grands chantiers écologiques dans le domaine de l'aménagement urbain à Metz, de la toxicologie, de l'environnement, des médecines traditionnelles, de la protection de la nature et de la santé et des risques du génie génétique.

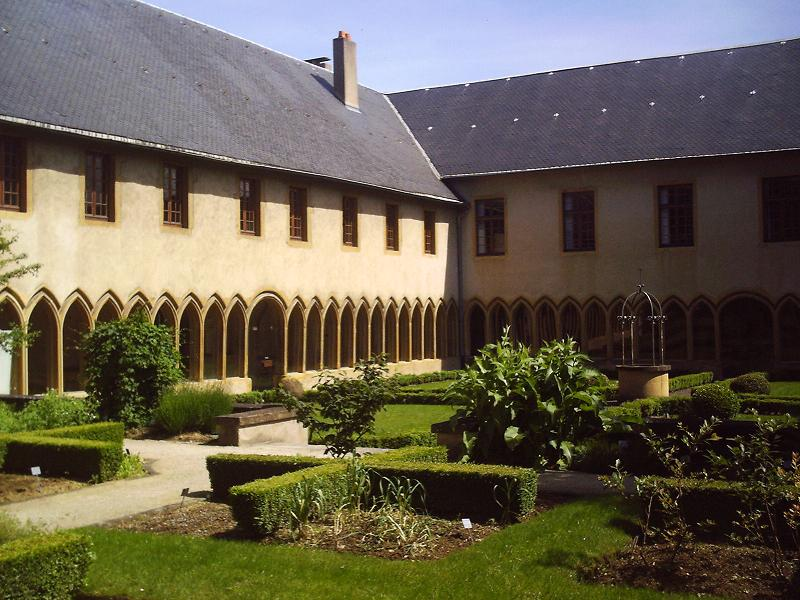
Le cloître des Récollets, qui accueille de nombreuses associations dont l'Institut européen d'écologie.

L'IEE est situé au cœur de l'ancien couvent des Récollets, haut lieu du patrimoine de la ville de Metz. Ce site historique et architectural exceptionnel est un lieu unique, propice à la réflexion et aux échanges. Ouvert et accessible à tous, il abrite des salles de conférence et des espaces d’exposition pour préparer ensemble le monde de demain.
Les missions de l'institut se fondent sur trois grands piliers qui sont :
- Réfléchir : favoriser les échanges et les solutions alternatives ;

- Former : comprendre les enjeux du développement durable ;
- Agir : partager les bonnes pratiques.

## Festival du film de la transition écologique
L'Institut européen d'écologie lance en 2018 un festival du film sur la transition écologique qui se déroule en novembre à Metz. La première édition, intitulée « Ma Planète » se déroule du 16 au 18 novembre 2018, dans le cinéma d'art et d'essai du centre-ville de Metz avec plus de 20 films venant du monde entier. La seconde édition « Cinématerre » a lieu du 21 au 24 novembre 2019. En raison de la crise sanitaire et de la fermeture des cinémas, une partie de la troisième édition, le « Metz Film Festival de la Transition Écologique » se déroule en visioconférence du 18 au 20 novembre 2020 avant une programmation complète du 26 au 28 mars 2021 qui se déroule également en ligne sur la plateforme ImagoTV.